# زاخورو
 زاخورو نام یکی از روستاهای استان فارس و شهرستان خنج می‌باشد . این روستا دارای تابستان‌های گرم وزمستان‌های معتدل است و اگر بارندگی خوب باشد دارای بهاری دل انگیز است. این روستا از موهبت‌های طبیعی زیادی بر خوردار است، و جنگل‌هایی از درختان صحرایی مانند: کُور، کُنار، کِرت، سمر، کُوهِنگ، سَلَم  روستا را احاطه نموده است.